# 越野拉力賽
越野拉力賽（英語：Rally raid, cross-country rallying）是超長距離的汽車越野競賽，參賽者可能要連續3至15天比賽，總賽程可達600至5,000公里，途經的地方可以包括沙丘、林道、山路和乾涸的河床等等。
著名的越野拉力賽是達喀爾拉力賽，參賽車種包括汽車、卡車和摩托車，Roadbook、地圖和GPS是參賽者必要的裝備。